# تمثال بطرس الأكبر (قلعة القديس مايكل)
تمثال بطرس الأكبر (بالروسية: памятник Петру I) هو نصب تذكاري برونزي (تمثال الفارس) لبطرس الأكبر، يقع أمام قلعة القديس مايكل في سانت بطرسبرغ، روسيا.

## تاريخ
في عام 1716 ، كلف الإمبراطور بطرس الأكبر النحات الإيطالي كارلو بارتولوميو راستريلي "Carlo Bartolomeo Rastrelli" بتصميم تمثال للفروسية في ذكرى الانتصارات الروسية على السويد في حرب الشمال العظمى. عمل راستريللي لمدة ثماني سنوات مع نموذج للنصب قبل أن يوافق عليه الإمبراطور في عام 1724.
اكتُمل بناء التمثال عام 1800، في عهد الإمبراطور بولس الأول. تم وضعه على قاعدة معلقة بالرخام الفنلندي الأخضر والأحمر والأبيض المزيّن بزخارف النّفس التي تصور مشاهد انتصارين روسيّين على السويد خلال حرب الشمال العظمى، معركة بولتافا ومعركة غانغوت.
خلال الحرب العالمية الثانية، تم إزالة التمثال من قاعدته وحمايته من الحصار الألماني للمدينة الذي استمر لمدة 900 يوم.
في عام 1945، تم استعادة التمثال وعاد إلى قاعدته.